# بنیاد تحقیقات سیاست توکیو
بنیاد تحقیقات سیاست توکیو یا بنیاد توکیو (به ژاپنی: 東京財団政策研究所 Tōkyō Zaidan Seisaku Kenkyūsho)، یک اندیشکده سیاست‌گذاری عمومی یک مؤسسه غیرانتفاعی بخش خصوصی است که تحقیقات مستقل و تجزیه و تحلیل دقیق چالش‌های سیاستی پیش روی ژاپن و سایر کشورهای کشورهای توسعه‌یافته صنعتی را انجام می‌دهد.
از سال ۲۰۱۶ تا ۲۰۱۸، تاکئو هوشی به عنوان رئیس بنیاد تحقیقات سیاست توکیو خدمت می‌کرد.